# Nylanderia mendica
Nylanderia mendica is een mierensoort uit de onderfamilie van de schubmieren (Formicinae). De wetenschappelijke naam van de soort is voor het eerst geldig gepubliceerd in 1942 door Menozzi.